# U.S. Ancona 2023-2024
Questa voce raccoglie le informazioni riguardanti l'Unione Sportiva Ancona nelle competizioni ufficiali della stagione 2023-2024.

## Divise e sponsor
Il fornitore tecnico per la stagione 2023-24 è Macron, gli sponsor ufficiali sono Carbon Brew e P4P (sul torso), Canil (sul dorso).
La maglia interna è rossa sul busto, con colletto alto di colore bianco; sono bianchi gli sponsor e le personalizzazioni.

## Rosa
Aggiornata al 9 maggio 2024.
| N. |                   | Ruolo | Calciatore                |
| -- | ----------------- | ----- | ------------------------- |
| 3  | Italia (bandiera) | D     | Alessandro Martina        |
| 4  | Italia (bandiera) | D     | Stefano Cella             |
| 5  | Italia (bandiera) | D     | Davide Mondonico          |
| 8  | Italia (bandiera) | C     | Emanuele Gatto (capitano) |
| 9  | Italia (bandiera) | A     | Alberto Spagnoli          |
| 10 | Italia (bandiera) | A     | Antonio Energe            |
| 11 | Italia (bandiera) | A     | Antonio Cioffi            |
| 12 | Italia (bandiera) | P     | Leonardo Vitali           |
| 13 | Italia (bandiera) | D     | Filippo Marenco           |
| 17 | Italia (bandiera) | C     | Denis Useini              |
| 19 | Italia (bandiera) | D     | Giuseppe Agyemang         |
| 21 | Italia (bandiera) | C     | Lorenzo Paolucci          |
| 22 | Italia (bandiera) | P     | Gabriel Testagrossa       |
| 23 | Italia (bandiera) | D     | Gianluca Clemente         |

| N. |                   | Ruolo | Calciatore            |
| -- | ----------------- | ----- | --------------------- |
| 24 | Italia (bandiera) | C     | Michael D'Eramo       |
| 27 | Italia (bandiera) | D     | Nicola Pasini         |
| 28 | Italia (bandiera) | A     | Daniel Giampaolo      |
| 29 | Italia (bandiera) | D     | Emiliano Bugari       |
| 30 | Italia (bandiera) | D     | Stefano Pellizzari    |
| 32 | Italia (bandiera) | P     | Filippo Perucchini    |
| 33 | Italia (bandiera) | C     | Mario Prezioso        |
| 34 | Italia (bandiera) | D     | Vito Mattia Radicchio |
| 70 | Italia (bandiera) | D     | Tommaso Barnabà       |
| 71 | Italia (bandiera) | D     | Davide Paglialunga    |
| 73 | Italia (bandiera) | D     | Alessandro Macchioni  |
| 80 | Grecia (bandiera) | C     | Vasilios Vogiatzis    |
| 94 | Mali (bandiera)   | C     | Coli Saco             |
| 99 | Italia (bandiera) | C     | Gianmarco Basso       |

## Organigramma societario
- Presidente: Tony Tiong
- Presidente Onorario: Mauro Canil
- Amministratore Delegato: Roberta Nocelli
- Membro Consiglio di Amministrazione: Antonio Postacchini
- Direttore Generale: Roberta Nocelli
- Supervisore Area Tecnica Prima Squadra: Roberto Ripa
- Direttore Sportivo: Francesco Micciola
- Direttore Tecnico Settore Giovanile: Alberto Virgili
- Segretaria Generale: Roberta Mancini
- Team Manager Prima Squadra: Pietro Bartoccetti
- Responsabile Sanitario Prima Squadra: Dottor. Giorgio Del Gobbo
- Responsabile Marketing e Social Media: Luca Rotili
- Responsabile Ufficio Stampa: Paolo Papili
- Responsabile Settore Giovanile: Leonardo Scodanibbio
- Responsabile Area Scouting: Alessandro Bellavista
- Responsabile Società Affiliare: Matteo Bartoloni
- Segreteria Generale Settore Giovanile: Pasquale Valzano